# Доктрина Кальво

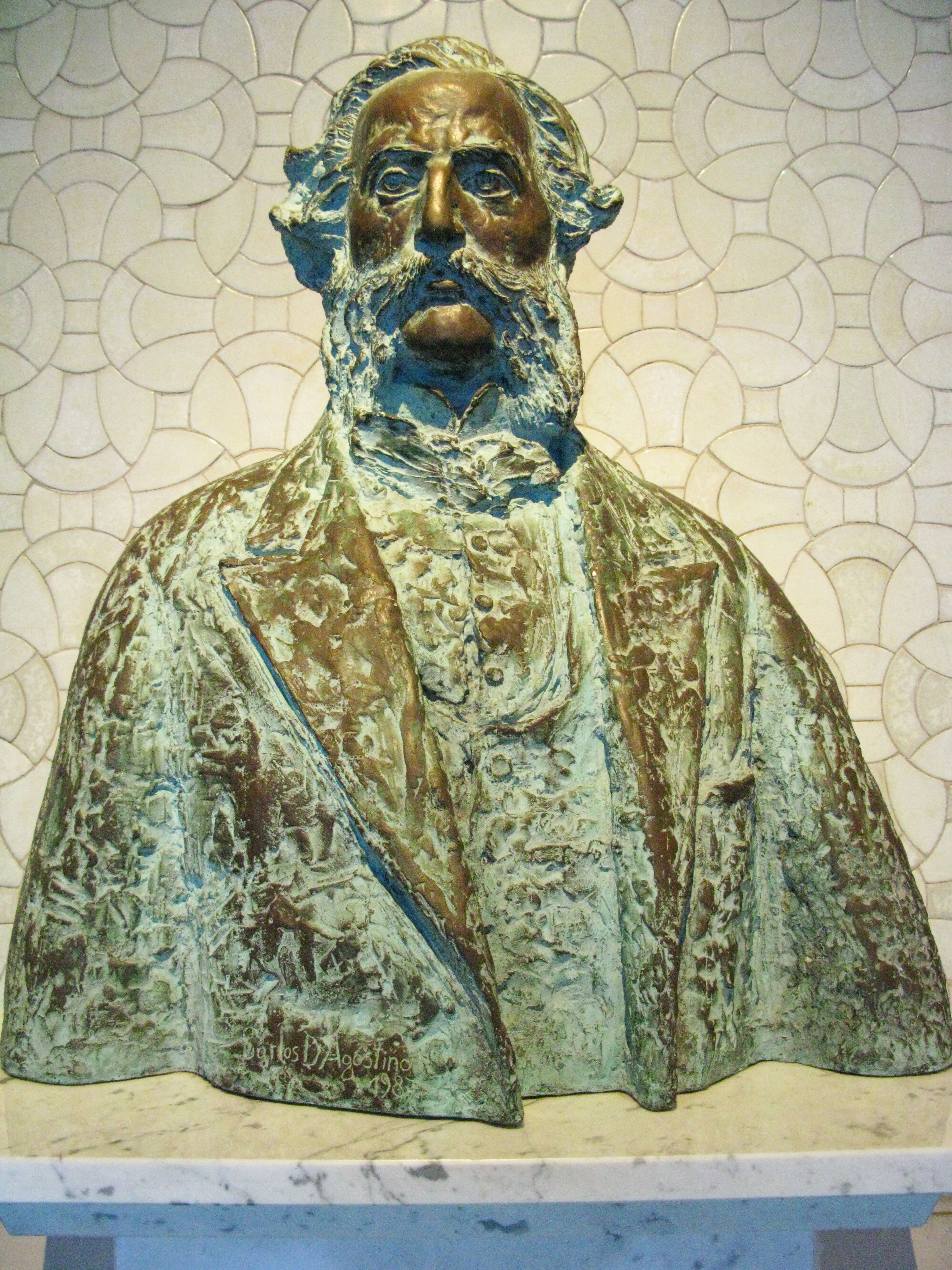
Карлос Кальво (1824—1906)

Доктрина Кальво (исп. Doctrina Calvo), названная в честь её автора — аргентинского историка и публициста Карлоса Кальво, — латиноамериканский принцип международного права, устанавливающий, что лица, проживающие в иностранных государствах, при возникновении юридических конфликтов (в том числе долговых) должны обращаться в местные судебные органы, не прибегая к давлению на своё правительство с целью применения дипломатических и военных санкций против соответствующей страны. Данный принцип закреплён в ряде латиноамериканских конституций.
Позднее доктрина была расширена и стала называться Доктриной Драго.

## Содержание
Впервые идеи, которые легли в основу доктрины были обнародованы в 1868 году в книге Карлоса Кальво. Была сформулирована мысль о том, что «Нерезиденты, участвующие в коммерческом обороте страны пребывания, имеют право на получение аналогичной защиты, как и резиденты, но они не вправе требовать большего уровня правовой защиты». Такой подход нашел отражение в ст. 9 Конвенции Монтевидео (1933).
Можно сформулировать следующие положения правового статуса иностранцев:
1. Граждане государства и иностранцы (нерезиденты) равны перед законом;
2. Правовое положение нерезидентов и их собственности регулируется национальным законодательством;
3. Государства гражданской принадлежности не должны вмешиваться в споры, возникающие между нерезидентом и принимающим государством;
4. Принимающее государство не обязано компенсировать вред, причинённый нерезиденту последствиями гражданской войны или массовых беспорядков, поскольку это не предусмотрено национальным законодательством[2].

## Варианты применения
Договорная и законодательная практика сформировали три основных варианта применения доктрины Кальво:
- Оговорка в международном договоре или законе. Могут быть предусмотрены: отказ в принятии претензий, за исключением случаев и форм, предусмотренных для граждан; установление права на дипломатическую защиту только при отказе в судебной защите на национальном уровне; прямое указание на невозможность компенсации ущерба вследствие гражданской войны или массовых беспорядков;
- Исчерпание национальных средств защиты как условие обращения за защитой к собственному государству;
- Отказ от дипломатической защиты (может предусматриваться в договоре с иностранцем)[3].